# Pyrausta obliquata
Pyrausta obliquata là một loài bướm đêm trong họ Crambidae.